# Sonja Zietlow
Sonja Zietlow (* 13. Mai 1968 in Bonn) ist eine deutsche Fernsehmoderatorin und -produzentin.

## Leben
Sonja Zietlow wohnte zunächst im Bonner Ortsteil Plittersdorf und zog dann mit ihrer Mutter und ihrer Schwester nach Bergisch Gladbach, wo sie den Rest ihrer Kindheit und ihre Jugend verbrachte. Nach dem Abitur arbeitete sie unter anderem als Animateurin im Club Med. Ab 1989 erwarb sie an der Verkehrsfliegerschule Bremen der Lufthansa die Verkehrspilotenlizenz (ATPL), von 1991 bis 1993 arbeitete sie als Erster Offizier im Cockpit einer Boeing 737. Als Kandidatin in der Fernsehsendung Herz ist Trumpf, die auf Sat.1 lief, wurde sie für das Fernsehen entdeckt. Um als Moderatorin zu arbeiten, nahm sie zunächst Urlaub bei der Lufthansa.
Privat engagiert sie sich für Tiere. So ist sie Schirmherrin des Fördervereins Beschützerinstinkte, der von ihr mitgegründet wurde. Der Verein setzt sich für in Not geratene Hunde ein und fördert die Ausbildung von Therapiehunden. Seit 2012 stellt Zietlow regelmäßig Kleidung und Accessoires der Wohltätigkeitsauktionsplattform United Charity zur Verfügung, um mit den Versteigerungserlösen den Verein zu unterstützen. 2018 wurde sie für ihr Engagement als Initiatorin und Schirmherrin des Vereins mit der Bayerischen Staatsmedaille für soziale Verdienste geehrt.
Seit November 2002 ist Sonja Zietlow in zweiter Ehe mit dem Fernsehautor Jens Oliver Haas verheiratet, den sie bei Dreharbeiten kennenlernte. Sie lebt mit ihm südlich von München. Den Großteil ihrer Moderationstexte schreibt ihr Ehemann. Zietlow hat eine Schwester und zwei Halbbrüder. Mit einem Handicap von 4,8 im Jahr 2016 gehörte sie zu den besten deutschen Amateurgolferinnen.

## Karriere
Ihre ersten Sendungen waren das Kinderprogramm Bim Bam Bino im Kabelkanal, die Spielshow Hugo (kabel eins) und die Sendung Hotzpotz bei RTL II, in der sie skurrile Werbespots aus aller Welt vorstellte.
Zwischen 1997 und 2001 leitete Zietlow im Nachmittagsprogramm von Sat.1 die nach ihr benannte Talkshow Sonja.
Im Jahr 2001 wechselte Zietlow zu RTL und präsentierte dort die Quizshow Deutschlands klügste … Sie moderierte Der Schwächste fliegt sowie Der große Führerscheintest – Wie gut fährt Deutschland? Im Jahr 2004 präsentierte sie die Sendung Fear Factor, ab Anfang 2005 Teufels Küche und von Sommer 2005 bis 2019 Die 10 …
Im Januar 2006 zeigte RTL sonntags um 19.05 Uhr in der vierteiligen Dokumentation Sonja wird eingezogen, wie Sonja Zietlow vier verschiedene Ausbildungen bei der Bundeswehr absolvierte. Im Sommer 2007 moderierte sie die RTL-Sendung Entern oder Kentern und 2008 gemeinsam mit Dirk Bach die Sonja und Dirk Show auf RTL, von der jedoch nur eine Ausgabe produziert wurde.
Seit 2004 moderiert sie die RTL-Reality-Show Ich bin ein Star – Holt mich hier raus!, von 2004 bis 2012 mit Dirk Bach, von 2013 bis 2022 mit Daniel Hartwich und seit 2023 mit Jan Köppen.
Zietlow präsentierte mit Micky Beisenherz von März 2010 bis April 2012 die Showreihe Der große deutsche …test. Mit Hendrik Hey moderierte sie von Mai 2010 bis April 2011 Welt der Wunder – Wissensshow ebenfalls beim Schwestersender RTL II.
Im Jahr 2011 leitete sie dort, assistiert von drei Juroren, die Castingshow Sing! Wenn du kannst.
Von 2012 bis September 2013 war sie zusammen mit Micky Beisenherz auf RTL II zudem in der Show Guinness World Records – Wir holen den Rekord nach Deutschland zu sehen. Von 2013 bis zur Absetzung im Mai 2014 präsentierte sie außerdem die RTL-Spielshow Alle auf den Kleinen, in der sich Oliver Pocher verschiedenen Herausforderungen stellte. Gemeinsam mit Marco Schreyl moderierte sie von März 2013 bis Juli 2014 fünf Folgen der Sendung Unschlagbar auf RTL.
Im Jahr 2020 nahm Zietlow an der zweiten Staffel der ProSieben-Sendung The Masked Singer als Hase teil und belegte den vierten Platz und gehörte in der dritten Staffel zum Rateteam. Im Dezember 2020 siegte sie in der ProSieben-Show Schlag den Star gegen Jürgen Milski und gewann 100.000 Euro. Im September 2021 nahm sie bei Denn sie wissen nicht, was passiert teil. 2022 moderierte sie bei RTL die Wissensshowreihe Test the Nation und war Teil des Rateteams bei Gipfel der Quizgiganten. Seit 2023 moderiert sie das RTL-Reality-Format Die Verräter – Vertraue Niemandem! sowie die Wissensshow Wunder unserer Erde.

## Moderationen

### Fortlaufend
- seit 2004: Ich bin ein Star – Holt mich hier raus! (aktuell zusammen mit Jan Köppen) (RTL)
- seit 2023: Wunder unserer Erde – Das große GEO Quiz (zusammen mit Dirk Steffens) (RTL)
- seit 2023: Die Verräter – Vertraue Niemandem! (RTL)
- seit 2025: Schlauer als Alle. Schlägst du Deutschland? (RTL)

### Ehemals/Einmalig
- 1993–1995:[23] Bim Bam Bino (Kabel Eins)
- 1994–1995:[24] Die Hugo Show (Kabel Eins)
- 1994–1996: Cúlt (Kabel Eins)
- 1996: Hotzpotz (RTL Zwei)
- 1997–2001: Sonja (Sat.1)
- 1998–1999: Verzeih mir (Sat.1)
- 2001–2002: Der Schwächste fliegt (RTL)
- 2001–2003: Deutschlands klügste... (RTL)
- 2003–2005: Der große Führerscheintest – Wie gut fährt Deutschland? (zusammen mit Kai Ebel) (RTL)
- 2004: Star Duell (RTL)
- 2004: Fear Factor (RTL)
- 2005: Teufels Küche (RTL)
- 2005–2019: Die 10 … (RTL)
- 2005–2021: Die 25 … (RTL)
- 2006: Sonja wird eingezogen (RTL)
- 2007: Entern oder Kentern (zusammen mit Götz Otto) (RTL)
- 2008–2012: Die Sonja & Dirk Show (zusammen mit Dirk Bach) (RTL)
- 2008: Ab durch die Wand (zusammen mit Dirk Bach) (RTL)
- 2010–2012: Der große deutsche …test (zusammen mit Micky Beisenherz) (RTL Zwei)
- 2010–2011:  Die große Welt der Wunder Wissensshow (zusammen mit Hendrik Hey) (RTL Zwei)
- 2011: Sing! Wenn du kannst (RTL Zwei)
- 2011: Big Brother (Eröffnungsshow) (RTL Zwei)
- 2011: Sitz! Platz! Aus! – Die große Hundeshow (RTL Zwei)
- 2012–2013: Guinness World Records – Wir holen den Rekord nach Deutschland (zusammen mit Micky Beisenherz) (RTL Zwei)
- 2013: Alle auf den Kleinen (RTL)
- 2013: Sonja Zietlow präsentiert: 20 Jahre RTL II - Die Zukunft ist jetzt (RTL Zwei)
- 2013: Sonjas Welt der Tiere! (RTL Zwei)
- 2013–2014: Unschlagbar (zusammen mit Marco Schreyl) (RTL)
- 2015: Ich bin ein Star – Lasst mich wieder rein! (zusammen mit Daniel Hartwich) (RTL)
- 2017: Wollen wir wetten?! Bülent gegen Chris (RTL)
- 2018–2019: Stars im Spiegel – Sag mir, wie ich bin (zusammen mit Lutz van der Horst) (RTL)
- 2019: Wild im Wald (RTL Zwei)
- 2020: Die große RTL Neujahrsansprache (RTL)
- 2021: Ich bin ein Star – Die große Dschungelshow (zusammen mit Daniel Hartwich) (RTL)
- 2021: Mein Hund fürs Leben (ZDF)
- 2022: Zeig uns Deine Stimme! (RTL, Vertretung)
- 2022: Test the Nation (RTL)
- 2024: 40 Jahre RTL – Das große Jubiläumsquiz (RTL)
- 2024: Ich bin ein Star – Showdown der Dschungel-Legenden (zusammen mit Jan Köppen) (RTL)

## Andere Fernsehauftritte
- 2001: Der große IQ-Test
- 2001: TV total
- 2002, 2016, 2024: Wer wird Millionär?
- 2002: Ströhleins Experten
- 2002: RTL-Spendenmarathon
- 2005: Freitag Nacht News
- 2005–2009: Die ultimative Chartshow
- 2006: Blond am Freitag
- 2007: NDR Talk Show
- 2008: Die große Show der Naturwunder
- 2008: Star-Quiz
- 2008: Wie schlau ist Deutschland?
- 2009: Johannes B. Kerner
- 2009: Das will ich wissen!
- 2009: Lafer! Lichter! Lecker!
- 2009: Kennen Sie Deutschland?
- 2009: Kölner Treff
- 2009: Riverboat
- 2009: TV total Pokerstars.de Nacht
- 2010: Das Quiz mit Jörg Pilawa
- 2010: Das NRW-Duell
- 2010: Maischberger
- 2010, 2014: Die Show zum Tag des Glücks
- 2010, 2021: ZDF-Fernsehgarten
- 2010: Das unglaubliche Quiz der Tiere
- 2010: Markus Lanz
- 2010: Menschen der Woche
- 2012: Die Quizshow mit Jörg Pilawa
- 2012, 2016, 2021: 5 gegen Jauch
- 2013: Opdenhövels Countdown
- 2013: Familien-Duell Prominenten-Special
- 2014, 2021: Hirschhausens Quiz des Menschen
- 2015, 2020: Grill den Henssler
- 2015: Quizduell-Olymp
- 2015: Gefragt – Gejagt
- 2016: Paarduell (zusammen mit Ehemann Jens Oliver Haas)
- 2016: Oberaffengeil! – Die tierischste Talentshow der Welt
- 2017: So tickt der Mensch
- 2017: Luke! Die Schule und ich
- 2017: Wir lieben Fernsehen!
- 2017: Luke! Die 90er und ich
- 2017–2021: Genial daneben
- 2017: Paul Panzers Comedy Spieleabend
- 2018–2020: Genial daneben – Das Quiz
- 2018: Chris! Boom! Bang!
- 2018: Alle gegen Einen
- 2019: Markus Krebs – Witzearena
- 2019: Frag doch mal die Maus
- 2019: Was für ein Jahr!
- 2019–2023: Da kommst Du nie drauf!
- 2019: Für immer Kult – Die Comedy-Spielshow
- 2019: Bin ich schlauer als...?
- 2019: Vorschrift ist Vorschrift!
- 2019: Mord mit Ansage – Die Krimi-Impro Show
- 2020: The Masked Singer (als Hase)
- 2020: Genial oder Daneben?
- 2020: 5 Gold Rings (mit Bülent Ceylan in einem Team)
- 2020, 2022: Der Quiz-Champion
- 2020: The Masked Singer (mit Bülent Ceylan im Rateteam der dritten Staffel)
- 2020–2022: Buchstaben Battle
- 2020: Schlag den Star (gegen Jürgen Milski)
- 2021: Verstehen Sie Spaß?
- 2021: Denn sie wissen nicht, was passiert
- 2021: Rolling – Das Quiz mit der Münze
- 2021: Die große Terra-X-Show
- 2021–2023: Das große Deutschland-Quiz
- 2021: Die schönsten Weihnachts-Hits
- 2022: Wildes Wissen – Das tierische Quiz
- 2022: Deutschlands größte Geheimnisse
- 2022: Gipfel der Quizgiganten
- 2022: Ich setz auf Dich
- 2022: Die Puppenstars
- 2023: Ich bin ein Star – Holt mich hier raus! Sonja Zietlow & die Faszination Dschungelcamp
- 2023: Punkt 12